# Wydad Casablanca
El Wydad Athletic Club (en árabe: نادي الوداد الرياضي), (en español Amor Atlético Club), más conocido como Wydad AC o simplemente  WAC o Wydad Casablanca, es un Club de deportes Profesional de Marruecos fue fundado el 8 de mayo de 1937. Su sección de fútbol fue creada el 19 de junio de 1939, a instancias de Mohamed Benjelloun Touimi, presidente fundador del club y miembro vitalicio del Comité Olímpico Internacional (COI).

## Nombre
Wydad (الوِداد) es una palabra árabe que significa "amor", "afecto sincero". 
Hay varias versiones de la historia del origen del nombre del club, pero la versión que se encuentra en el libro de Ahmed Lahrizi, Wydad, Volumen 1, es la más extendida y la más plausible. Según el libro, durante las frecuentes reuniones que llevaron a la creación del club, uno de los miembros fundadores llegó tarde después de ver la última película de la legendaria actriz y cantante egipcia Umm Kulthum con el mismo nombre, aunque latinizada como Wydad.

## Historia
La primera sección del Wydad Athletic Club (WAC) que se creó fue la sección Waterpolo el 8 de mayo de 1937. Los miembros del primer comité directivo del equipo WAC fueron Haj Mohamed Benjelloun (Presidente), Maitre Mohamed Zarouk, Mohamed Ben Lahsan, Haj Mohamed Ben Mohamed Ben Lahsan Benjelloun, Ralph Botbol, Charles Benchetrit, Bienvenu, Lucien Bilikrinieu, Pierre André, Boravel y Croné Vivirel.
Otras secciones se crearon para el equipo marroquí con el paso del tiempo, como el baloncesto en 1938 y el fútbol, que fue creado por Haj Tounsi alias Père Jégo en 1939. Hoy en día, hay un total de catorce secciones, que incluyen voleibol, balonmano, boxeo, lucha libre, ciclismo, bádminton, atletismo, natación, rugby y hockey.

### Creación y principios de Wydad (1937–1940)
La creación de Wydad fue muy difícil en ese momento. De hecho, el contexto estuvo marcado por el protectorado francés de Marruecos. El origen de su creación es sinónimo del club omnisport de hecho porque durante este tiempo el puerto de Casablanca estaba rodeado de piscinas y el acceso a este debería ser parte de un club, pero todos los clubes estaban dirigidos por colonos. Desde la temporada 1935–36, varios musulmanes y judíos marroquíes pudieron disfrutar de las piscinas de la ciudad registrándose bien en sus clubes. Pero cuando el número de musulmanes creció rápidamente, les preocupaba que las autoridades francesas le enviaran los clubes nativos. Fue después de esto que surgió la idea de crear un club para marroquíes. Pero no fue fácil porque después de varias solicitudes a las autoridades francesas para la creación del club, cada vez que las solicitudes no fueron respondidas, los futuros presidentes Wydad decidieron contactar al franco-marroquí y aquí es donde el general Nogues intervino personalmente para permitir la creación de Wydad. . Así se creó el Wydad Athletic Club el 8 de mayo de 1937. El nombre de Wydad es desconocido hasta el día de hoy, de hecho, muchos historiadores aportan sus explicaciones, pero la del historiador Ahmed Lahrizi, autor de la épica Wydad, es la más conocida: cuando se celebró la primera reunión del primer comité de Wydad, Mohamed Massis llegó tarde porque había estado viendo la última película de la gran cantante árabe Oum Kalthoum, Wydad (Amor), y así se llamó al primer club marroquí de la historia Wydad Athletic Club. La primera sección del club fue la de waterpolo y después de una propuesta del primer presidente, Mohamed Benjelloun, se decidió crear varias otras secciones y esto es a través de esta iniciativa que la sección de fútbol Wydad se creó en 1939.
Wydad jugó su primer partido contra el campeón defensor USM Casablanca como parte del primer día del campeonato en lo que es un criterio de guerra en septiembre de 1939. Esta reunión fue la primera de Wydad que terminó en derrota con un puntaje de dos goles a uno. El primer anotador fue Abdelkader Lakhmiri. Durante esta primera temporada, Wydad no fue un campeonato que se jugó, sino una verdadera prueba de guerra llamada "guerra de corte" debido a la Segunda Guerra Mundial. La primera edición de esta competencia se jugó así en el contexto de la temporada 1939–40 y terminó con una victoria para el USM Casablanca frente al nuevo equipo que Wydad. Uno que jugó su primer partido contra USM y también se enfrentó a la revancha aún se enfrenta en la final después de un viaje increíble que tiene que calificar. La reunión terminó con una puntuación de 1-0 en el Stade Philippe a Casablanca. 1939/40: Campeón de la Liga Chaouia 1940: Ganador de la Supercopa de Marruecos 1940: Subcampeón de la Copa de Marruecos
La siguiente temporada también fue un criterio de guerra, excepto que esta vez Wydad falla el mismo curso que en la temporada anterior. Los Rojos comenzaron la competencia en un grupo compuesto por un total de nueve grupos o lograron ser expertos en la final. La fase final comenzó desde los cuartos de final donde finalmente, el WAC es derrotado por el Khouribga olímpico para anotar un 1-0. Y finalmente. 1940/41: Subcampeón de la Liga Chaouia.

### División Honoraria de Promoción d'Honneur (1941-1947)
Después de jugar dos temporadas cortando la guerra, las autoridades francesas bajo las órdenes del régimen de Vichy decidieron jugar el campeonato nuevamente en la guerra. A pesar del muy buen desempeño de Wydad, las autoridades francesas decidieron jugar Wydad en la segunda división y no en la primera. Una de las razones principales es el hecho de que la federación en ese momento era administrada por equipos de 1.ª División. A pesar de estas injusticias, Wydad logró ser el primero en su grupo y en el contexto de un juego entre la presa en Ittihad Ribati, logra vencer a este último con un gol a cero. Por temor a que Wydad subiera en la primera división, la federación decidió jugar otro juego al oponente esta vez en el Athletic Union de Meknes. Este encuentro se jugó a puerta cerrada en Meknes y durante el mes de Ramadán. El equipo estaba compuesto por mayoría de meknassis de no musulmanes opuestos a Wydad. Pero finalmente Wydad gracias a un gol de Ben Messaoud a 12 minutos de primer ascenso exitoso después de recibir una carta de la federación confirmando el aumento en la 1.ª división. 1941/42: Campeón del Campeonato marroquí D2.
La próxima temporada después de ganar el honor de la promoción del campeonato es la liga de fútbol de segundo nivel en Marruecos y después de ganar las presas de sus partidos, los juegos de honor de división recién promocionados de Wydad son 'equivalentes a la liga de fútbol de primera división en Marruecos. Durante esta temporada, Wydad tuvo una buena carrera, terminando entre los tres primeros de su grupo para jugar la ronda final, que comienza desde la segunda ronda. Y después de una muy buena carrera, Wydad llegó a la final del pollo y se enfrenta al club USM Casablanca que ya se encuentra en los pollos regionales. Wydad no puede ganar su primer título en esta competencia y fue derrotado en el marcador de 2-0. 1942/43: Campeón de la Liga Chaouia. 1942/43: Subcampeón del Campeonato marroquí.
Durante la temporada 1943–44, el rojo y el blanco termina el año con un balance de cuartos de final después de varias victorias, el club se enfrenta a la puntuación de Fedala en el river 2–0. También cabe destacar durante esta temporada el paquete de USM Casablanca. En 1944–45, el club logró la calificación final en el grupo, pero fue eliminado por la Asociación Deportiva de Marrakech Marrakech a menudo llamado SAM a pesar de una victoria en la segunda ronda contra el puntaje ASM de 3-0.
La temporada 1945–46 es una de las mejores del club desde su inicio, ya que Wydad ganó el campeonato regional con un total de más de 62 puntos o 19 victorias, 2 derrotas y 1 empate. Después de ganar el título, Wydad califica para la ronda final donde fue derrotado por el puntaje final de USM Casablanca de 3–1. A pesar de esta derrota, el balance de la temporada es bastante positivo. Durante la temporada 1946–47, el club honra su primera participación en la Copa del Norte de África, pero no pudo avanzar más allá de las semifinales después de una derrota en el club Fedala, los puntajes más mínimos fueron 1–0. En la liga, el WAC no pudo ganar el título.

### Primeros Africana Trofeos (1947–1956)
Tomará más de nueve años para que Wydad finalmente pueda ganar su primer campeonato de primera división. En un grupo de ocho clubes, Wydad jugó catorce partidos y ganó seis, perdió dos y empató seis transferencias. Durante la misma temporada, Wydad participa en el campeonato de fútbol del campeonato del norte de África con el título ganado e incluso logró ganar al vencer el puntaje de US Atlético de 4-2. Wydad también participará en la Copa Africana de la temporada de fútbol del norte de 1948–49, es una competencia organizada por la Unión de fútbol de la liga del norte de África, que se compone de cinco ligas, la de Marruecos, Túnez, Argel, Orán y Constantina. La competencia comenzó para Wydad en la final eliminatoria contra la Estrella Roja de Argel. El partido terminó en una victoria para el marcador Wydad Casablanca de 3–1. Luego, en los cuartos de final, debe enfrentarse al USM Bone o logró escalar en las semifinales con una victoria en el marcador de 2-1. Continuando su viaje, debe enfrentarse al Olympic Hussein Dey, la liga de clubes de Argel. Esta reunión fue una masacre que terminó con una victoria con un puntaje de 3-0, mientras que el club clasificado para la final es un club e incluso Casablanca Marruecos que logró vencer al Sports Club Hammam Lif con el modesto puntaje de 1-0. Este club es de hecho el Athletic de los Estados Unidos. La final se celebró en Casablanca en 1949, se opone a que ambos clubes sean Wydad Casablanca y el Athletic de EE. UU. Y después de 90 minutos de juego, Wydad ganó la competencia por primera vez en su historia con una victoria en el marcador de 2-1. Durante la misma temporada también logró ganar un Campeonato de fútbol del norte de África cuando editó jugar como mini-liga ya que era el equipo con más puntos gana el campeonato, también ganó otro campeonato, por lo que es el primer club que ha triplicado algo que nadie ha hecho a lo largo de la historia. Durante la siguiente temporada, Wydad no logra triunfar en un hat-trick pero se duplicó. Así que ganó el campeonato marroquí por tercera vez en su historia y una fila con un total de más de 57 puntos y ganó el campeonato de fútbol del norte de África al vencer al Athletic Union Muslim Oran en el marcador 4-0 en Argel el 28 de mayo. 1950.
Durante la temporada 1950–51, Wydad continúa su impulso al ganar el campeonato nacional, pero fue derrotado en la final de la Copa Norte de África frente a SC Bel-Abbes en el marcador 1-0. También logró no ganar el campeonato del norte de África que estuvo bajo el control de Wydad tres temporadas.
Durante la última temporada que jugó antes de la independencia, Wydad ganó su quinto y último título de campeonato antes de la independencia marroquí. Los equipos participantes en este campeonato fueron doce en número contando Wydad. Durante la misma temporada, los Rojos fueron derrotados en la final del campeonato del norte de África a Casablanca frente a la puntuación de Esperance Sportive de Guelma de 2-1.

### Después de la independencia (1956-presente)
En 1989-1990 y 1990-1991, el club ganó el campeonato marroquí, mientras que en 1992 ganó por primera vez la prestigiosa Copa de Campeones de África (en la final contra el sudanés Al-Hilal). Luego agregó al tablón de anuncios la Supercopa Árabe de 1992, ganó prevaleciendo en una ronda con los sauditas de Al-Hilal, los marroquíes del Olympique de Casablanca y los egipcios de Al-Mokawloon), tres títulos nacionales en 1992-1993, 1996 -1997 y 1997-1998 (además de dos segundos puestos), tres Copas de Marruecos (1993-1994, 1996-1997, 1997-1998), dos Supercopas de Marruecos (1995 y 1999) y la Copa Afroasiática de Clubs, ganó en 1993 contra los campeones asiáticos de PAS Teherán.
Wydad fue coronado campeón de África después de derrotar a los gigantes egipcios Al Ahly 2–1 en conjunto en la final de la Liga de Campeones de la CAF 2017.
En enero de 2018, el equipo despidió a su entrenador Hussein Amotta, después de una pobre primera mitad de la temporada. [3] "Respetamos al entrenador, pero todos estamos trabajando para Wydad y por eso tomamos la decisión de terminar el contrato de Hussein Amotta y le deseamos lo mejor", dijo el club en un comunicado.
Wydad fue coronado campeón de África a los gigantes egipcios Al Ahly 2–0 en la final de la Liga de Campeones de la CAF 2022.

## Connotación nacionalista del club
Para su historia, Wydad fue la encarnación de la fuerza del pueblo marroquí contra la ocupación francesa, tanto que en todos los campos de fútbol de Marruecos donde jugó Wydad fue alentado por miles de fanáticos. A diferencia de otros clubes como el Racing Casablanca o el Union Sportive Marocaine (USM), el Wydad estaba compuesto principalmente por futbolistas marroquíes (10 de los 11 jugadores marroquíes era el máximo permitido por las regulaciones) y de alguna manera era considerado por los aficionados. Marroquíes, un ciudadano marroquí: a través del deporte y Wydad, los marroquíes podrían derrotar simbólicamente al ocupante. Esta calidad era específica de Wydad y ningún otro club marroquí puede presumir de este estado antes de la independencia. El Wydad era el "abanderado" de Marruecos dondequiera que jugara. En un juego de la Copa del Norte de África en Argelia, los jugadores marroquíes de Wydad se negaron a jugar la carrera porque la bandera marroquí no se izaba junto a la francesa: el juego no comenzó hasta que los organizadores decidieron levantar la bandera de Marruecos junto al tricolor francés. Una anécdota que muestra cómo el sentido de la patria era un valor importante para los jugadores de Wydad se remonta a aquellos años: un jugador de Wydad, Abdeslam, durante el partido previo al juego orinó en la dirección de los músicos que tocaron la Marsellesa.
Todos los marroquíes experimentaron las grandes victorias del Wydad frente a los equipos propiedad del protectorado francés como el USM como feriado nacional. No es coincidencia que el príncipe heredero al trono del Reino de Marruecos, Hassan II, fuera el principal defensor del equipo y no dudó, durante el final de los primeros tiempos de los juegos, en ir al vestuario para alentar a los jugadores de Wydad, que fueron considerados por él y llamado "tropas marroquíes".

## Tifo
Su grupo de seguidores, los Winners 2005, es reconocido mundialmente y fue votado "los mejores seguidores ultras del mundo en 2015, en el 2019 y recientemente en el 2022. ".
La parte norte del Complejo Mohammed V está ocupada por los partidarios del Wydad Athletic Club, distinguimos principalmente entre tres tipos de seguidores: los miembros de las asociaciones de seguidores, los miembros Ultras y los independientes (aquellos que no pertenecen a ninguna grupo de seguidores), para los grupos de Ultras que apoyan al club encontramos a los Winners 2005, para las asociaciones de seguidores encontramos a los chicos de R&B mejor conocidos bajo el nombre de Red & White (disuelto en 2007 como resultado de problemas con los Supras), Al Bayt Al Ahmar, Tawassoul y recientemente Anssar Wydad Al Ouma.
El Wydad atrae a muchos fanáticos en algunos distritos de Casablanca, como la antigua medina que es la fortaleza del club o el distrito de Borgoña, mientras que Raja es muy apoyado en los distritos populares como Derb Sultan, Sbata, Sidi Bernoussi.
Los Winners 2005 son calificados casi todos los años de los 10 mejores ultras del mundo. En 2013, la asociación Ultras Mondial calificó a los ganadores en quinto lugar en el mundo por delante de varios ultras principales como los ultras BVB 09 The Unity, Desperados y también Gate 3.
| Tipo de grupo             | Nombre                            | Fecha de creación          |
| ------------------------- | --------------------------------- | -------------------------- |
| Grupo de ultras           |                                   | 13 de noviembre de 2005    |
| Asociación de aficionados | Rouge & Blanc                     | 2000 (Disolución nel 2007) |
| Asociación de aficionados | Al Bayet Al Ahmar                 | 2002                       |
| Asociación de aficionados | Tawasoul                          | 2007                       |
| Asociación de aficionados | Association Anssare Wydad Al Ouma | 2010                       |

## Entrenadores
| - Père Jégo - Salaheddine Faraj - Btache - Sebastien Youri - Mohamed Massoum (1952–60), (1962–66), (1968–69) - Jean Vincent (1985–86) - Zaki Badou (1995–1996) - Marcel Husson (1997–2001) - Zaki Badou (1998–2000) - Ladislas Lozano (julio de 2001–marzo de 2002) - Oscar Fulloné (2002–2003) - Michel Decastel (2003–2004) - Jacky Bonnevay (julio de 2004–abril de 2005) - José Romão (2005–06) - Ladislas Lozano (noviembre de 2006–junio de 2007) - Nelo Vingada (2007) - Plamen Markov (julio de 2007–enero de 2008) - Jean-Michel Cavalli (diciembre de 2007–febrero de 2008) - Oscar Fulloné (marzo de 2008–junio de 2008) - Zaki Badou (junio de 2008–abril de 2010) - Fakhreddine Rajhi (mayo de 2010-junio de 2014) - Dutra (2010) | - Diego Garzitto (octubre de 2010–enero de 2011) - Fakhreddine Rajhi (2011) - Michel Decastel (julio de 2011–enero de 2012) - Benito Floro (enero de 2012-octubre de 2012) - Zaki Badou (octubre de 2012–2014) - John Toshack (junio de 2014-septiembre de 2016) - Houcine Ammouta (2017-2018) - Faouzi Benzarti (2018–2019) - Zoran Manojlovic (2019-2020) - Sebastien Desabre (enero de 2020-febrero de 2020) - Juan Carlos Garrido (febrero de 2020-septiembre de 2020) - Miguel Ángel Gamondi (septiembre de 2020-noviembre de 2020) - Faouzi Benzarti (noviembre de 2020-junio de 2021) - Walid Regragui (agosto de 2021-julio de 2022) - Hussein Ammouta (agosto de 2022-diciembre de 2022) - Hassan Benabicha (diciembre de 2022-enero de 2023) - Mehdi Nafti (enero de 2023-febrero de 2023) - Juan Carlos Garrido (febrero de 2023-mayo de 2023) - Sven Vandenbroeck (mayo de 2023-julio de 2023) - Adil Ramzi (julio de 2023-diciembre de 2023) - Faouzi Benzarti (diciembre de 2023-febrero de 2024) - Aziz Ben Askar (abril de 2024-julio de 2024) - Rhulani Mokwena (julio de 2024-mayo 2025) - Mohamed Amine Benhachem (mayo 2025-) |

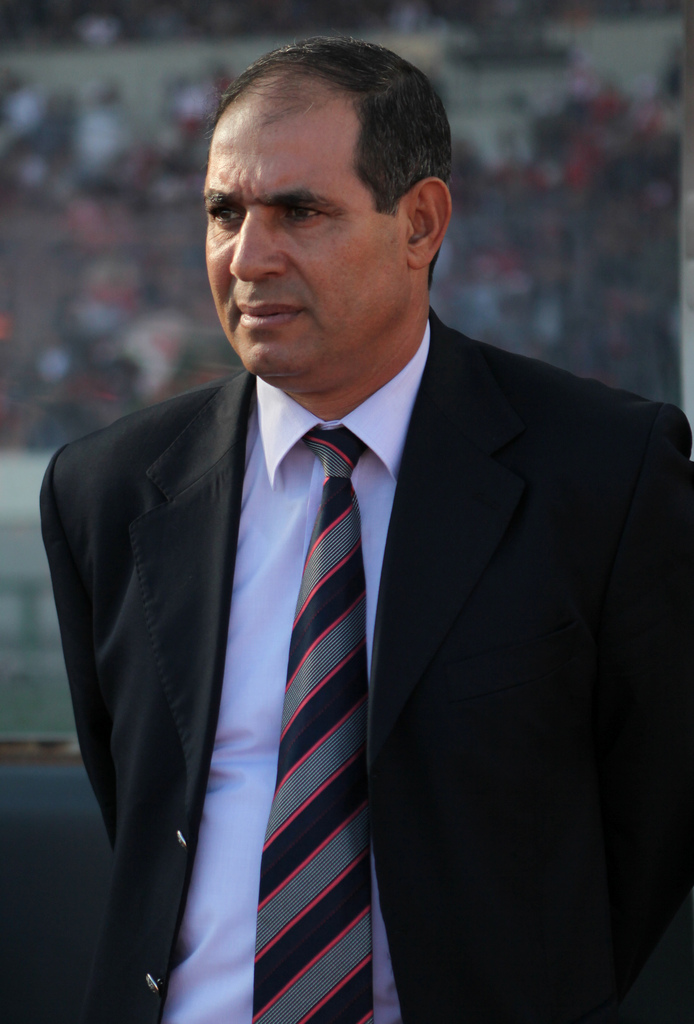
Zaki Badou
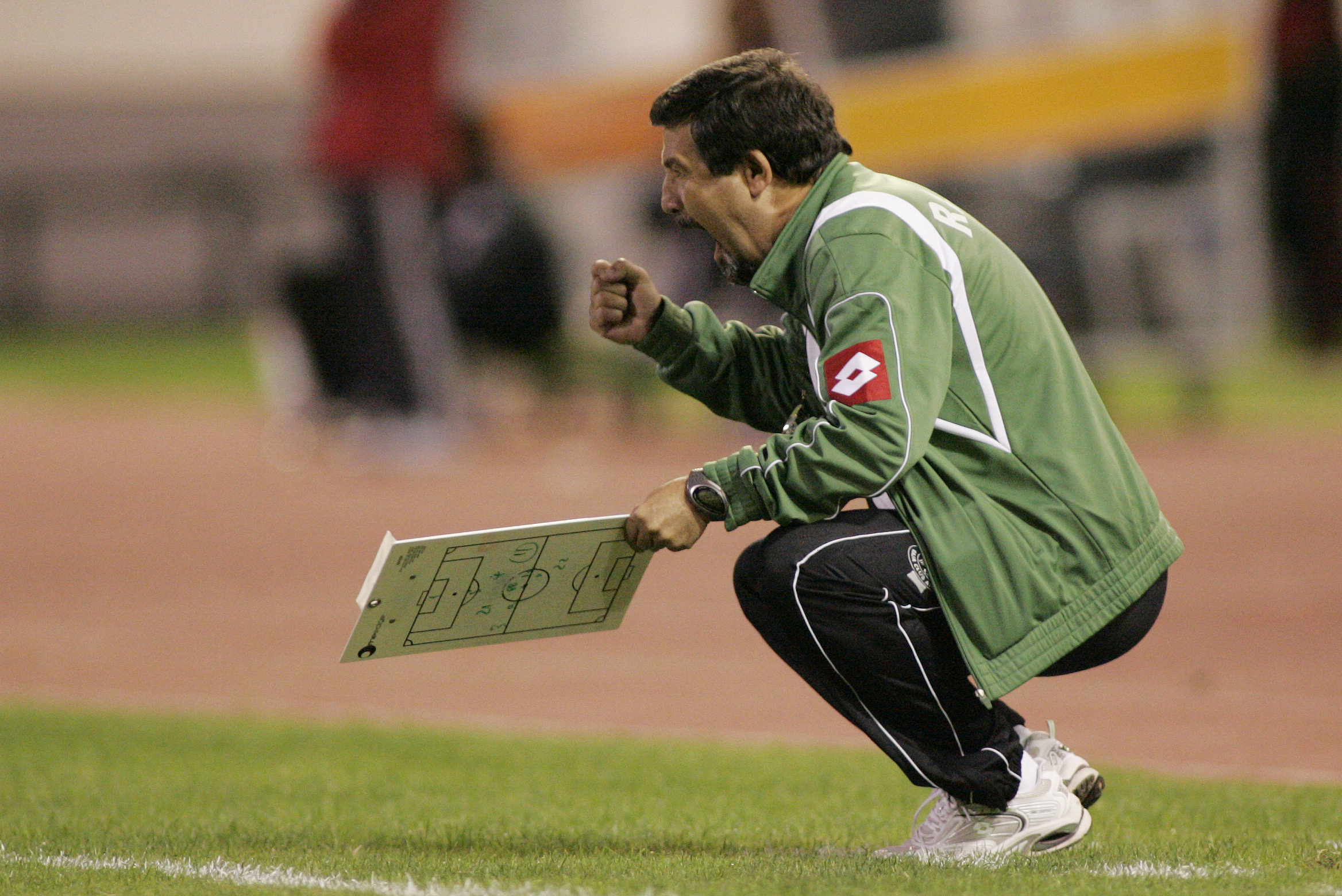
José Romao
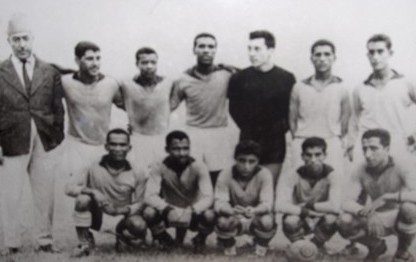
Père Jégo

## Presidentes
| - Mohamed Benjelloun (1939–42) - Abdelkader Benjelloun (1943–44) - Abdellatif Alami (1944–45) - Mohamed Belahssan Benjelloun (1945–48) - Abderrahmane Slaoui (1948–49) - Abderrahmane El-Khatib (1949–56) - Azzedine Benjelloun (1956–62) - Nacer Laraki (1962–63) - Hassan El-Joundi (1963–65) - Ahmed Lahrizi (1965–71) | - Abderrazak Lahlou (1971–72) - Abderrazak Mekouar (1972–93) - Boubker Jdahim (1996–97) - Abdelmalik Sentissi (1993–99) - Nasserdine Doublali (1999–03) - Abdelilah El-Manjra (2003–05) - Taïb El-Fechtali (2005–07) - Abdelillah El-Akram (2007–14) - Said Naciri (2014-2024) - Abdelmajid Bernaki (2024-2024) - Hicham Ait Menna (2024-presente) |

## Palmarés
| Competición Nacional                  | Títulos | Subcampeonatos                                                                                       |
| ------------------------------------- | --- | --- |
| Botola Pro1 (22)                      | 1948, 1949, 1950, 1951, 1955, 1957, 1966, 1969, 1976, 1977, 1978, 1986, 1990, 1991, 1993, 2006, 2010, 2015, 2017, 2019, 2021, 2022 (Récord) | 1940, 1943, 1946, 1952, 1958, 1959, 1972, 1980, 1982, 1994, 1997, 2000, 2002, 2016, 2018, 2020, 2023 |
| Supercopa (16)                        | 1940, 1946, 1948, 1949, 1950, 1951, 1952, 1955, 1957, 1966, 1969, 1970, 1977, 1978, 1997, 2001 (Récord)                                     | 1943, 1976                                                                                           |
| Copa del Trono (9)                    | 1970, 1978, 1979, 1981, 1989, 1994, 1997, 1998, 2001                                                                                        | 1957, 1958, 1961, 1964, 2003, 2004, 2021                                                             |
| Botola Pro2 (1)                       | 1942 | |
| Copa del Independencia (1)            | 1956 (Récord) | |
| Copa Inaugural de Temporada (4)       | 1947, 1948, 1949, 1951 (Récord) | 1950, 1952, 1955                                                                                     |
| Copa Elite de Marruecos (4)           | 1945, 1948, 1951, 1955 (Récord) | 1949, 1956                                                                                           |
| Campeonato de la Liga Chaouïa (1)     | 1946 | |
| Copa de la Liga Chaouïa (2)           | 1947, 1948 | 1952                                                                                                 |
| Liga de Promoción - Grupo Centro (1)  | 1942 | |
| Criterium de Marruecos (Zona Sur) (1) | 1946 | |

| Competición Internacional          | Títulos          | Subcampeonatos   |
| ---------------------------------- | ---------------- | ---------------- |
| Liga de Campeones de la CAF (3)    | 1992, 2017, 2022 | 2011, 2019, 2023 |
| Recopa Africana (1)                | 2002             |                  |
| Supercopa de la CAF (1)            | 2018             | 1993, 2003, 2022 |
| Trofeo Mohamed V (1)               | 1978             |                  |
| Copa Afro-Asiática (1)             | 1993             |                  |
| Campeonato de Clubes Árabes (1)    | 1989             | 2008, 2009       |
| Supercopa Árabe (1)                | 1992             |                  |
| Campeonato de África del Norte (3) | 1948, 1949, 1950 | 1955             |
| Recopa de África del Norte (1)     | 1949             | 1951, 1954       |
| Supercopa de África del Norte (3)  | 1948, 1949, 1950 |                  |

## Participación en competiciones de la CAF y FIFA

#### Por competición
- Para los detalles estadísticos del club véase Anexo:Wydad Casablanca en competiciones Internacionales.

Nota: En negrita competiciones activas.
| Competición                                              | Temp. | PJ  | PG  | PE | PP | GF  | GC  | Dif. | Puntos | Títulos | Subtítulos |
| -------------------------------------------------------- | ----- | --- | --- | -- | -- | --- | --- | ---- | ------ | ------- | ---------- |
| Liga de Campeones de la CAF                              | 15    | 151 | 70  | 43 | 38 | 220 | 121 | +99  | 253    | 3       | 3          |
| Liga Africana de Fútbol                                  | 1     | 6   | 4   | 0  | 2  | 7   | 4   | +3   | 12     | -       | 1          |
| Copa Mundial de Clubes de la FIFA                        | 1     | 2   | 0   | 0  | 2  | 2   | 4   | -2   | 0      | –       | –          |
| Copa Confederación de la CAF                             | 4     | 24  | 9   | 8  | 7  | 31  | 23  | +8   | 35     | –       | –          |
| Supercopa de la CAF                                      | 4     | 4   | 1   | 1  | 2  | 4   | 7   | -3   | 4      | 1       | 3          |
| Recopa Africana                                          | 3     | 24  | 10  | 7  | 7  | 40  | 23  | +17  | 37     | 1       | –          |
| Copa CAF                                                 | 3     | 16  | 6   | 5  | 5  | 17  | 16  | +1   | 23     | –       | 1          |
| Copa Afro-Asiática                                       | 1     | 2   | 1   | 1  | 0  | 2   | 0   | +2   | 4      | 1       | –          |
| Total                                                    | 32    | 229 | 101 | 65 | 63 | 323 | 198 | +125 | 368    | 6       | 8          |
| Actualizado al final de la Liga Africana de Fútbol 2023. |       |     |     |    |    |     |     |      |        |         |            |

| Temporada | Torneo                            | Ronda              | Club                     | Casa         | Visita       | Global       |
| --------- | --------------------------------- | ------------------ | ------------------------ | ------------ | ------------ | ------------ |
| 1987      | Copa Africana de Clubes Campeones | Primera Ronda      | ASC Police               | 3-1          | desc.1       | 3-1          |
| 1987      | Copa Africana de Clubes Campeones | Segunda Ronda      | Asante Kotoko            | 1-1          | 0-2          | 1-3          |
| 1991      | Copa Africana de Clubes Campeones | Primera Ronda      | Sahel                    | 3-1          | 0-0          | 3-1          |
| 1991      | Copa Africana de Clubes Campeones | Segunda Ronda      | JS Kabylie               | 3-0          | 0-1          | 3-1          |
| 1991      | Copa Africana de Clubes Campeones | Cuartos de Final   | Club Africain            | 1-0          | 0-2          | 1-2          |
| 1992      | Copa Africana de Clubes Campeones | Primera Ronda      | Real Bamako              | 2-0          | 1-2          | 3-2          |
| 1992      | Copa Africana de Clubes Campeones | Segunda Ronda      | Julius Berger            | 2-1          | 0-0          | 2-1          |
| 1992      | Copa Africana de Clubes Campeones | Cuartos de Final   | Nkana Red Devils         | 3-1          | 1-2          | 4-3          |
| 1992      | Copa Africana de Clubes Campeones | Semifinales        | ASEC Mimosas             | 2-0          | 1-3          | 3-3 (v.)     |
| 1992      | Copa Africana de Clubes Campeones | Final              | Al-Hilal Omdurmán        | 2-0          | 0-0          | 2-0          |
| 1993      | Supercopa de la CAF               | Final              | Africa Sports            | 2-2 (3-5 p.) | 2-2 (3-5 p.) | 2-2          |
| 1993      | Copa Afro-Asiática                | Final              | PAS                      | 2-0          | 0-0          | 2-0          |
| 1993      | Copa Africana de Clubes Campeones | Primera Ronda      | ASEC Ndiambour           | 3-1          | 1-2          | 4-3          |
| 1993      | Copa Africana de Clubes Campeones | Segunda Ronda      | Stationery Stores        | 3-1          | 1-4          | 4-5          |
| 1994      | Copa Africana de Clubes Campeones | Primera Ronda      | AC Semassi               | 6-1          | 0-2          | 6-3          |
| 1994      | Copa Africana de Clubes Campeones | Segunda Ronda      | AS Sogara                | 0-1          | 0-2          | 0-3          |
| 1998      | Recopa Africana                   | Primera Ronda      | Senegal                  | w.o.2        | w.o.2        | w.o.2        |
| 1998      | Recopa Africana                   | Segunda Ronda      | Union Douala             | 4-0          | 0-1          | 4-1          |
| 1998      | Recopa Africana                   | Cuartos de Final   | Costa do Sol             | 6-3          | 1-1          | 7-4          |
| 1998      | Recopa Africana                   | Semifinales        | Espérance de Tunis       | 2-0          | 1-4          | 3-4          |
| 1999      | Copa CAF                          | Primera Ronda      | Al-Ahly Benghazi         | 1-1          | 2-0          | 3-1          |
| 1999      | Copa CAF                          | Segunda Ronda      | ASC Diaraf               | 2-1          | 1-1          | 3-2          |
| 1999      | Copa CAF                          | Cuartos de Final   | USM Alger                | 1-0          | 1-2          | 2-2 (v.)     |
| 1999      | Copa CAF                          | Semifinales        | Canon Yaoundé            | 1-1          | 1-1          | 2-2 (6-5 p.) |
| 1999      | Copa CAF                          | Final              | Étoile du Sahel          | 2-1          | 0-1          | 2-2 (v.)     |
| 2000      | Copa CAF                          | Primera Ronda      | Saint Anthony            | w.o.3        | w.o.3        | w.o.3        |
| 2000      | Copa CAF                          | Segunda Ronda      | Cape Coast Dwarfs        | 2-1          | 0-2          | 2-3          |
| 2001      | Copa CAF                          | Segunda Ronda      | ASEC Ndiambour           | 1-1          | 2-0          | 3-1          |
| 2001      | Copa CAF                          | Cuartos de Final   | JS Kabylie               | 0-1          | 0-2          | 0-3          |
| 2002      | Recopa Africana                   | Primera Ronda      | ASC SONACOS              | 3-0          | 0-0          | 3-0          |
| 2002      | Recopa Africana                   | Segunda Ronda      | Alliance Bouaké          | 5-0          | 1-1          | 6-1          |
| 2002      | Recopa Africana                   | Cuartos de Final   | Vita Club                | 3-1          | 0-1          | 3-2          |
| 2002      | Recopa Africana                   | Semifinales        | USM Alger                | 0-0          | 2-2          | 2-2 (v.)     |
| 2002      | Recopa Africana                   | Final              | Asante Kotoko            | 1-0          | 1-2          | 2-2 (v.)     |
| 2003      | Supercopa de la CAF               | Final              | Zamalek                  | 1-3          | 1-3          | 1-3          |
| 2003      | Recopa Africana                   | Primera Ronda      | ASC Nasr de Sebkha       | 2-0          | 0-0          | 2-0          |
| 2003      | Recopa Africana                   | Segunda Ronda      | Al-Hilal Benghazi        | 4-0          | 2-2          | 6-2          |
| 2003      | Recopa Africana                   | Cuartos de Final   | Power Dynamos            | 1-0          | 1-2          | 2-2 (v.)     |
| 2003      | Recopa Africana                   | Semifinales        | Étoile du Sahel          | 0-1          | 0-2          | 0-3          |
| 2004      | Copa Confederación de la CAF      | Primera Ronda      | Etoile Filante           | 0-0          | 1-0          | 1-0          |
| 2004      | Copa Confederación de la CAF      | Segunda Ronda      | Stella Club d'Adjamé     | 2-1          | 0-0          | 2-1          |
| 2004      | Copa Confederación de la CAF      | Tercera Ronda      | Asante Kotoko            | 1-1          | 0-2          | 1-3          |
| 2007      | Liga de Campeones de la CAF       | Ronda Preliminar   | ASC Mauritel Mobile FC   | 4-0          | 1-0          | 5-0          |
| 2007      | Liga de Campeones de la CAF       | Primera Ronda      | Stade Malien             | 3-1          | 0-0          | 3-1          |
| 2007      | Liga de Campeones de la CAF       | Segunda Ronda      | ASEC Mimosas             | 0-0          | 0-2          | 0-2          |
| 2007      | Copa Confederación de la CAF      | Tercera Ronda      | Ismaily                  | 0-1          | 0-2          | 0-3          |
| 2011      | Liga de Campeones de la CAF       | Ronda Preliminar   | Aduana Stars             | 3-0          | 0-1          | 3-1          |
| 2011      | Liga de Campeones de la CAF       | Primera Ronda      | Kano Pillars             | 2-0          | 0-0          | 2-0          |
| 2011      | Liga de Campeones de la CAF       | Segunda Ronda      | Mazembe                  | 1-0          | 0-2          | w.o.4        |
| 2011      | Liga de Campeones de la CAF       | Ronda Especial     | Simba                    | 3-0          | 3-0          | 3-0          |
| 2011      | Liga de Campeones de la CAF       | Fase de Grupos     | Al-Ahly                  | 1-1          | 3-3          | 2º lugar     |
| 2011      | Liga de Campeones de la CAF       | Fase de Grupos     | Espérance de Tunis       | 4-4          | 0-2          | 2º lugar     |
| 2011      | Liga de Campeones de la CAF       | Fase de Grupos     | MC Alger                 | 4-0          | 1-3          | 2º lugar     |
| 2011      | Liga de Campeones de la CAF       | Semifinales        | Enyimba                  | 1-0          | 0-0          | 1-0          |
| 2011      | Liga de Campeones de la CAF       | Final              | Espérance de Tunis       | 0-0          | 0-2          | 0-2          |
| 2012      | Copa Confederación de la CAF      | Primera Ronda      | Invincible Eleven        | 4-1          | 2-0          | 6-1          |
| 2012      | Copa Confederación de la CAF      | Segunda Ronda      | Real Bamako              | 3-0          | 0-1          | 3-1          |
| 2012      | Copa Confederación de la CAF      | Tercera Ronda      | AFAD Djékanou            | 0-0          | 1-0          | 1-0          |
| 2012      | Copa Confederación de la CAF      | Fase de Grupos     | AC Léopards              | 3-1          | 1-1          | 3º lugar     |
| 2012      | Copa Confederación de la CAF      | Fase de Grupos     | Djoliba AC               | 1-2          | 1-2          | 3º lugar     |
| 2012      | Copa Confederación de la CAF      | Fase de Grupos     | Stade Malien             | 1-1          | 3-3          | 3º lugar     |
| 2013      | Copa Confederación de la CAF      | Primera Ronda      | AS Douanes               | 3-0          | 1-1          | 4-1          |
| 2013      | Copa Confederación de la CAF      | Segunda Ronda      | Liga Muçulmana           | 3-1          | 0-2          | 3-3 (v.)     |
| 2016      | Liga de Campeones de la CAF       | Primera Ronda      | Douanes Niamey           | 2-0          | 1-2          | 3-2          |
| 2016      | Liga de Campeones de la CAF       | Segunda Ronda      | CNaPS Sports             | 5-1          | 1-2          | 6-3          |
| 2016      | Liga de Campeones de la CAF       | Tercera Ronda      | Mazembe                  | 2-0          | 1-1          | 3-1          |
| 2016      | Liga de Campeones de la CAF       | Fase de Grupos     | ZESCO United             | 2-0          | 1-1          | 1º lugar     |
| 2016      | Liga de Campeones de la CAF       | Fase de Grupos     | ASEC Mimosas             | 2-1          | 1-0          | 1º lugar     |
| 2016      | Liga de Campeones de la CAF       | Fase de Grupos     | Al-Ahly                  | 0-1          | 0-0          | 1º lugar     |
| 2016      | Liga de Campeones de la CAF       | Semifinales        | Zamalek                  | 5-2          | 0-4          | 5-6          |
| 2017      | Liga de Campeones de la CAF       | Segunda Ronda      | CF Mounana               | 1-0          | 0-1          | 1-1 (4-5 p.) |
| 2017      | Liga de Campeones de la CAF       | Fase de Grupos     | Cotonsport de Garoua     | 2-0          | 2-0          | 1º lugar     |
| 2017      | Liga de Campeones de la CAF       | Fase de Grupos     | Zanaco                   | 1-0          | 0-1          | 1º lugar     |
| 2017      | Liga de Campeones de la CAF       | Fase de Grupos     | Al-Ahly                  | 2-0          | 0-2          | 1º lugar     |
| 2017      | Liga de Campeones de la CAF       | Cuartos de final   | Mamelodi Sundowns        | 1-0          | 0-1          | 1-1 (2-3 p.) |
| 2017      | Liga de Campeones de la CAF       | Semifinales        | USM Alger                | 3-1          | 0-0          | 3-1          |
| 2017      | Liga de Campeones de la CAF       | Final              | Al-Ahly                  | 1-0          | 1-1          | 2-1          |
| 2017      | Copa Mundial de Clubes            | Segunda Ronda      | Pachuca                  | 0-1          | 0-1          | 0-1 (pró.)   |
| 2017      | Copa Mundial de Clubes            | Quinto puesto      | Urawa Red Diamonds       | 2-3          | 2-3          | 2-3          |
| 2018      | Supercopa de la CAF               | Final              | Mazembe                  | 1-0          | 1-0          | 1-0          |
| 2018      | Liga de Campeones de la CAF       | Primera Ronda      | Williamsville AC         | 7-2          | 0-2          | 7-4          |
| 2018      | Liga de Campeones de la CAF       | Fase de Grupos     | Mamelodi Sundowns        | 1-0          | 1-1          | 1º lugar     |
| 2018      | Liga de Campeones de la CAF       | Fase de Grupos     | Togo-Port                | 3-0          | 0-0          | 1º lugar     |
| 2018      | Liga de Campeones de la CAF       | Fase de Grupos     | Horoya AC                | 2-0          | 1-1          | 1º lugar     |
| 2018      | Liga de Campeones de la CAF       | Cuartos de Final   | Sétif                    | 0-0          | 0-1          | 0-1          |
| 2018-19   | Liga de Campeones de la CAF       | Primera Ronda      | ASC Diaraf               | 2-0          | 1-3          | 3-3 (v.)     |
| 2018-19   | Liga de Campeones de la CAF       | Fase de Grupos     | ASEC Mimosas             | 5-2          | 0-2          | 1º lugar     |
| 2018-19   | Liga de Campeones de la CAF       | Fase de Grupos     | Mamelodi Sundowns        | 1-0          | 1-2          | 1º lugar     |
| 2018-19   | Liga de Campeones de la CAF       | Fase de Grupos     | Lobi Stars               | 0-0          | 1-0          | 1º lugar     |
| 2018-19   | Liga de Campeones de la CAF       | Cuartos de Final   | Horoya AC                | 5-0          | 0-0          | 5-0          |
| 2018-19   | Liga de Campeones de la CAF       | Semifinales        | Mamelodi Sundowns        | 2-1          | 0-0          | 2-1          |
| 2018-19   | Liga de Campeones de la CAF       | Final              | Espérance de Tunis       | 1-1          | w/o5         | 1-1          |
| 2019-20   | Liga de Campeones de la CAF       | Primera Ronda      | FC Nouadhibou            | 4-1          | 2-0          | 6-1          |
| 2019-20   | Liga de Campeones de la CAF       | Fase de Grupos     | USM Alger                | 3-1          | 1-1          | 2º lugar     |
| 2019-20   | Liga de Campeones de la CAF       | Fase de Grupos     | Mamelodi Sundowns        | 0-0          | 0-1          | 2º lugar     |
| 2019-20   | Liga de Campeones de la CAF       | Fase de Grupos     | Petro Atlético de Luanda | 4-1          | 2-2          | 2º lugar     |
| 2019-20   | Liga de Campeones de la CAF       | Cuartos de Final   | Étoile du Sahel          | 2-0          | 0-1          | 2-1          |
| 2019-20   | Liga de Campeones de la CAF       | Semifinales        | Al-Ahly                  | 0-2          | 1-3          | 1-5          |
| 2020-21   | Liga de Campeones de la CAF       | Primera Ronda      | Stade Malien             | 3-0          | 0-1          | 3-1          |
| 2020-21   | Liga de Campeones de la CAF       | Fase de Grupos     | Kaizer Chiefs            | 4-0          | 0-1          | 1º lugar     |
| 2020-21   | Liga de Campeones de la CAF       | Fase de Grupos     | Petro Atlético de Luanda | 2-0          | 1-0          | 1º lugar     |
| 2020-21   | Liga de Campeones de la CAF       | Fase de Grupos     | Horoya AC                | 2-0          | 0-0          | 1º lugar     |
| 2020-21   | Liga de Campeones de la CAF       | Cuartos de Final   | MC Alger                 | 1-0          | 1-1          | 2-1          |
| 2020-21   | Liga de Campeones de la CAF       | Semifinales        | Kaizer Chiefs            | 0-1          | 0-0          | 0-1          |
| 2021-22   | Liga de Campeones de la CAF       | Segunda Ronda      | Hearts of Oak            | 6-1          | 0-1          | 6-2          |
| 2021-22   | Liga de Campeones de la CAF       | Fase de Grupos     | Sagrada Esperança        | 3-0          | 2-1          | 1º lugar     |
| 2021-22   | Liga de Campeones de la CAF       | Fase de Grupos     | Petro Atlético de Luanda | 5-1          | 1-2          | 1º lugar     |
| 2021-22   | Liga de Campeones de la CAF       | Fase de Grupos     | Zamalek                  | 3-1          | 1-0          | 1º lugar     |
| 2021-22   | Liga de Campeones de la CAF       | Cuartos de Final   | CR Belouizdad            | 0-0          | 1-0          | 1-0          |
| 2021-22   | Liga de Campeones de la CAF       | Semifinales        | Petro Atlético de Luanda | 1-1          | 3-1          | 4-2          |
| 2021-22   | Liga de Campeones de la CAF       | Final              | Al-Ahly                  | 2-0          | 2-0          | 2-0          |
| 2021-22   | Supercopa de la CAF               | Final              | RS Berkane               | 0-2          | 0-2          | 0-2          |
| 2022-23   | Liga de Campeones de la CAF       | Segunda Ronda      | Rivers United            | 1-2          | 6-0          | 7-1          |
| 2022-23   | Liga de Campeones de la CAF       | Fase de Grupos     | JS Kabylie               | 3-0          | 0-1          | 1º lugar     |
| 2022-23   | Liga de Campeones de la CAF       | Fase de Grupos     | Petro Atlético de Luanda | 1-0          | 2-0          | 1º lugar     |
| 2022-23   | Liga de Campeones de la CAF       | Fase de Grupos     | Vita Club                | 1-0          | 0-0          | 1º lugar     |
| 2022-23   | Liga de Campeones de la CAF       | Cuartos de Final   | Simba                    | 0-1          | 1-0          | 1-1 (4-3 p.) |
| 2022-23   | Liga de Campeones de la CAF       | Semifinales        | Mamelodi Sundowns        | 0-0          | 2-2          | 2-2 (v.)     |
| 2022-23   | Liga de Campeones de la CAF       | Final              | Al-Ahly                  | 1-2          | 1-1          | 2-3          |
| 2023-24   | Liga de Campeones de la CAF       | Segunda Ronda      | Hafia                    | 1-1          | 3-0          | 4-1          |
| 2023-24   | Liga de Campeones de la CAF       | Fase de Grupos     | ASEC Mimosas             | 0-1          | 1-0          | 3º lugar     |
| 2023-24   | Liga de Campeones de la CAF       | Fase de Grupos     | Simba                    | 1-0          | 0-2          | 3º lugar     |
| 2023-24   | Liga de Campeones de la CAF       | Fase de Grupos     | Jwaneng Galaxy           | 0-1          | 1-0          | 3º lugar     |
| 2023-24   | Liga Africana de Fútbol           |                    |                          |              |              |              |
| 2023-24   | Cuartos de Final                  | Enyimba            | 1-0                      | 3-0          | 4-0          |              |
| 2023-24   | Semifinales                       | Espérance de Tunis | 1-0                      | 0-1          | 1-1 (5-4 p.) |              |
| 2023-24   | Final                             | Mamelodi Sundowns  | 2-1                      | 0-2          | 2-3          |              |

1- ASC Police fue descalificado por no pagar la cuota de inscripción.

2- Senegal no mandó un representante al torneo.

3- Saint Anthony FC abandonó el torneo.

4- TP Mazembe venció 2–1 en el cómputo global, pero más tarde fue eliminado por alineación indebida. Por ello, el Wydad Casablanca jugó contra el Simba, que perdió con el TP Mazembe en primera ronda, en un play-off por un puesto en la fase de grupos.

5- Con el marcador 1–0 a favor de Espérance de Tunis, en el minuto 59 Walid El Karti anotó el gol del empate para Wydad Casablanca que posteriormente fue anulado por el juez de línea. Debido a una falla en el sistema del árbitro asistente de video (VAR), no se pudo realizar una revisión de la decisión. Creyendo que el gol era válido, Wydad Casablanca protestó por la decisión y el partido se interrumpió. Después de 80 minutos de paro, el Wydad Casablanca abandonó el encuentro declarándose vencedor al Espérance de Túnez, asegurándose el título de la Liga de Campeones de la CAF. Sin embargo, la CAF decidió el 5 de junio de 2019 ordenar la repetición del partido de vuelta en un lugar neutral, el Espérance de Tunis tuvo que devolver el trofeo y las medallas.